# La Venta (Langreo)
La Venta es una de las nueve parroquias asturianas pertenecientes al concejo de Langreo, en el norte de España, así como un lugar de dicha parroquia. Cuenta con una población de 241 habitantes de acuerdo al INE de 2021 que se reparten en una superficie de 9,10 kilómetros cuadrados. Limita al norte con la parroquia de Riaño; al sur con La Peña en el concejo de Mieres, al este con Lada y por último al oeste con las parroquias de Agüeria y Olloniego, ambas en el concejo de Oviedo. Es la parroquia menos poblada del municipio y junto a Tuilla las dos únicas que no tienen parte urbana integrada en la ciudad de Langreo. 

## Entidades de población

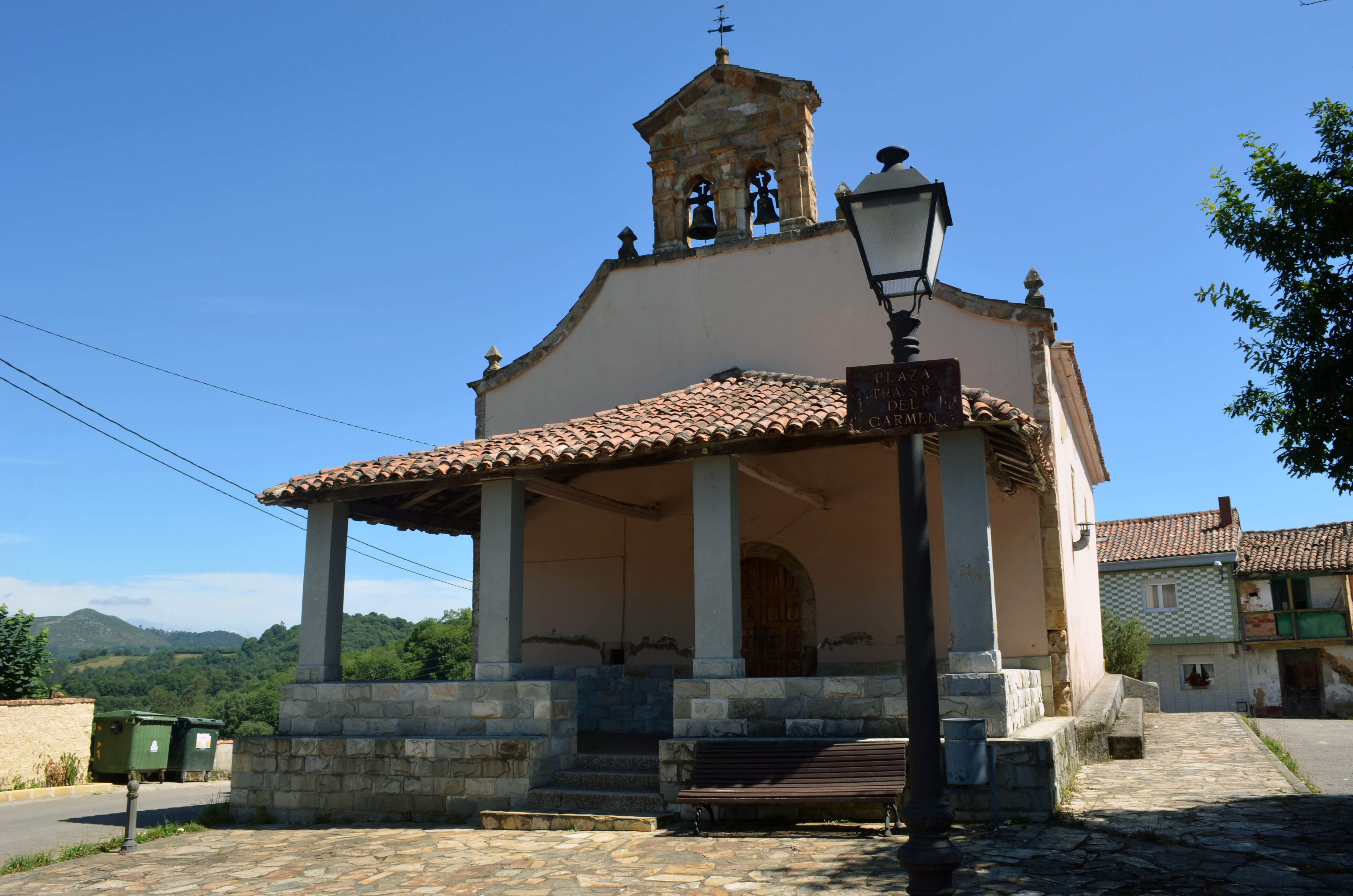
Santuario de El Carmen

La parroquia está formada por las siguientes entidades poblacionales, El Caburniu, El Carmen, Cebosa, El Folguerón, La Raposa, San Tiso y Sarrellana, La Venta, La Cantera, La Casa Medio, La Espina, Espineo, La Güeria, La Llana, Llandoso, Llaneces, Llantamartín, Ribero y El Rucio.
La mayor aldea es El Carmen que cuenta con 41 habitantes, cuya ermita está dedicada a la Virgen del Carmen y fue durante mucho tiempo un importante lugar de devoción en la comarca. La segunda población es la aldea de La Venta, donde se sitúa la iglesia del Rosario.